# Fuchsia excorticata
Fuchsia excorticata, la fucsia de Nueva Zelanda también conocida como kotukutuku, es un árbol de Nueva Zelanda perteneciente a la familia Onagraceae. 

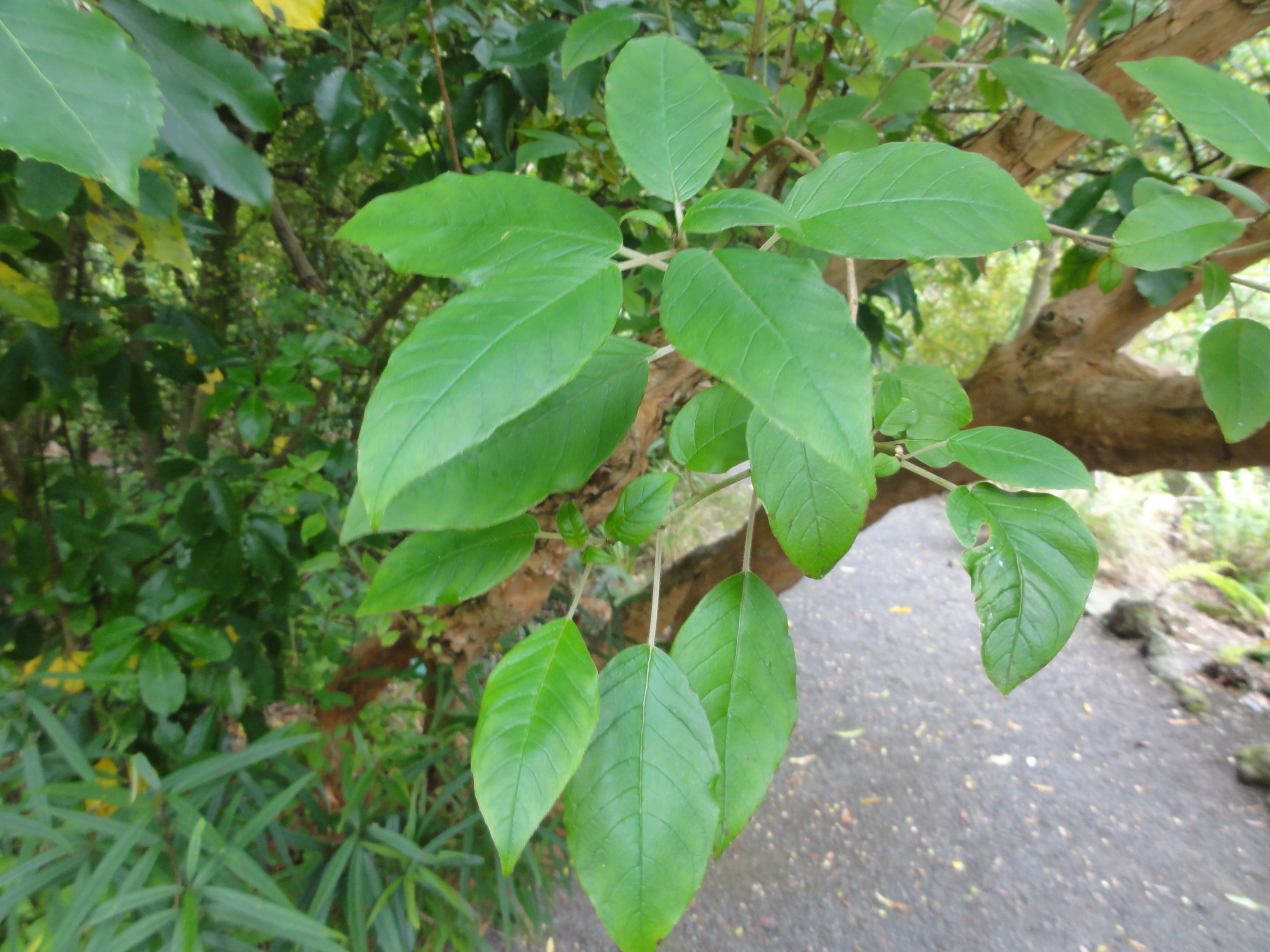
Hojas

## Distribución y hábitat
Se encuentra en toda Nueva Zelanda tan al sur como las Islas Auckland. Crece desde el nivel del mar hasta aproximadamente los 1000 m s. n. m., particularmente a lo largo de arroyos y ríos.

## Descripción
EL kotukutuku es fácil de reconocer en su medio ambiente natural por el aspecto particular de su corteza, que se desprende espontáneamente, colgando en tiras rojas parecidas a papel que muestran una corteza pálida por debajo. El kotukutuku es el más grande miembro del género fuchsia, creciendo hasta una altura de 15 m, y algunos árboles sobreviven a una gran edad, presentando la formación de troncos nudosos más de un metro de ancho. La baya (kōnini) es dulce y jugosa, siendo favorita de los maoríes, y ahora, también utilizada por los colonos europeos para hacer mermeladas y cremas.
La introducción del pósum de cola de escoba ha precipitado un serio declive en la especie donde grandes concentraciones de especies invasoras están presentes. El kotukutuku parece ser una de las fuentes de alimento preferidas por los pósums y estos mastican árboles individuales hasta el punto de la defoliación y los árboles mueren.

## Taxonomía
Fuchsia excorticata fue descrita por  (J.R.Forst. & G.Forst.) L.f. y publicado en Supplementum Plantarum 217. 1781[1782].
Etimología
Fuchsia: nombre genérico descrito por primera vez por Charles Plumier a finales del siglo XVII, y nombrada en honor del botánico alemán, Leonhart Fuchs (1501-1566).
excorticata: epíteto latino que significa "con la corteza pelada".
Sinonimia
- Skinnera excorticata J.R. Forst. & G. Forst.	[3]